# Шестой палец (За гранью возможного)
«Шестой палец» (англ. The Outer Limits: The Sixth Finger) — телефильм, 5 серия 1 сезона телесериала «За гранью возможного» 1963—1965 годов.

## Вступление
Куда мы идем? Жизнь, бесконечный, таинственный дар, все время развивается. Какие чудеса или ужасы это развитие готовит нам в следующие десять тысяч лет? Миллион лет? Шесть миллионов?

## Сюжет
В отдаленном шахтерском городке один ненормальный ученый-генетик обнаруживает, как изменить скорость эволюционной мутации. Раздражительный шахтер Гриффитс, который добровольно соглашается на эксперимент, позволяет профессору создать существо с расширенными умственными способностями, у которого начинает чрезмерно расти и развиваться кора головного мозга и «шестой палец» на каждой руке. 
Однако, когда процесс мутации начинает работать независимо от действий профессора, шахтер берет эксперимент под свой контроль. Теперь, наделенный превосходящим интеллектом и силой мысли, способными к большим разрушениям — таким, как телекинез — Гриффитс начинает мстить шахтерскому городку, который он ненавидит. Позже, однако, разум Гриффитса отвергает понятия любви и ненависти, вместо этого он намеревается превратить себя в чистый, бесформенный интеллект с помощью своей подруги. Из любви к нему, однако, она полностью обращает процесс в последнюю секунду, возвращая любимому прежнюю человеческую сущность. Пусть она и знает, что Гриффитс, возможно, умрёт, или, по крайней мере, поглупеет в обратном процессе изменений.

## Заключительная фраза
Эксперимент слишком скоротечен, слишком быстр. И все же мы не потеряли надежду обнаружить метод, благодаря которому в пределах одного поколения целый человеческий род мог стать интеллектуальнее, вне ненависти, мести, или желания власти. Это ли не окончательная цель развития?

## В ролях
- Дэвид Маккаллум — Гвиллм Гриффитс
- Эдвард Малхейр — профессор Мазерс
- Джилл Хаворт — Кэти Эванс
- Нора Марлоу — миссис Айвис
- Янос Прохаска — шимпанзе Дарвин
- Роберт Дойл — Уилт Морган
- Констанс Кавендиш - Герта Эванс

## Интересные факты
- Первоначально по сценарию было задумано, что в финале фильма Гриффитс при деградации становится рыбой. Однако, руководители телеканала ABC разрешили только возвращение к стадии первобытного человека — из-за возможного оскорбления верующих зрителей, которые не принимали теорию эволюции[1].